# زونغ لي
زونغ لي (بالصينية: 宗磊)، من مواليد 26 يوليو 1981 في تيانجن في الصين، لاعب كرة قدم صيني.
بدأ مسيرته الكروية مع نادي تيانجن تيدا في عام 2001، ولعب معهم حتى عام 2003، وشارك معهم في مباراة واحدة، وفي موسم 2004/2005 انتقل إلى نادي شاندونغ لونينغ، ولعب معهم 13 مباراة، ومنذ عام 2006 وهو يلعب مع نادي تشانغتشون ياتاي.
و قد بدأ باللعب مع منتخب الصين لكرة القدم في عام 2007.

## روابط خارجية
- زونغ لي على موقع الاتحاد الدولي (مؤرشف)  (الإنجليزية)
- زونغ لي على موقع قاعدة بيانات كرة القدم.إي يو (الإنجليزية)
- زونغ لي على موقع ناشيونال فوتبول تيمز (الإنجليزية)
- زونغ لي على موقع Soccerway.com (الإنجليزية)
- زونغ لي على موقع اللجنة الأولمبية الصينية (الإنجليزية)